# Le Torero est assis par terre
Le Torero est assis par terre est une suite de six planches de la Tauromachie II , (série de six pointes sèches sur cuivre), réalisée en 1951 par Jean-Marie Granier à l'époque où le jeune graveur s'était vu offrir un séjour de deux ans à la  Casa de Velázquez, Madrid, en Espagne.

## Contexte
C'est la première œuvre gravée directement par l'artiste depuis les gradins de Vista Alegre, la deuxième étant Desplante. Le 19 mai 1951 à Las Ventas, Granier a également vu Manolo González sous le choc de la Cogida. On remarque qu'ici encore plus qu'ailleurs, le visage du torero blessé a une étonnante similitude avec celui de Manolete, pierrot triste qu'il reproduit très souvent.

## Description
Il existe 4 états. Le premier, gravé directement pendant la corrida, a fait l'objet d'un tirage sur Guarro ancien par l'imprimeur Ruperez. Le deuxième état a été repris en atelier tiré 1/3 et 2/3 sur vergé d'Arches et 3/3 sur pelure. Le troisième état est tiré sur guarro ancien, le quatrième sur guarro ancien et sur vergé d'arches. Cette planche figure au catalogue de la rétrospective 1983-1984 de l'œuvre complet de Jean-Marie Granier au Musée des beaux-arts de Nîmes